# Truxaloides fuscofasciatus
Truxaloides fuscofasciatus är en insektsart som först beskrevs av Bolívar, I. 1889.  Truxaloides fuscofasciatus ingår i släktet Truxaloides och familjen gräshoppor. Inga underarter finns listade i Catalogue of Life.